# إيلين تشاو
إلين لان تشاو (بالصينية: 趙小蘭، بينيين: زهاو شاولان؛ ولد في 26 مارس 1953)  هي وزيرة النقل الثامنة عشرة في الولايات المتحدة. وهي عضو في الحزب الجمهوري، وكانت سابقًا عضوًا في مجلس الوزراء في إدارة الرئيس جورج دبليو بوش.
في 29 نوفمبر 2016، رشحها الرئيس السابق دونالد ترامب لتكون وزيرة النقل. تم تصديق تعيينها من قبل مجلس الشيوخ في 31 يناير 2017 بواقع 93-6 صوت.
شغلت تشاو منصب وزير العمل الأمريكي الرابع والعشرين في عهد الرئيس جورج دبليو بوش من عام 2001 إلى عام 2009، ونائب وزير النقل ومديرة فرق السلام في عهد الرئيس جورج بوش الأب.  عمل تشاو كرئيسة لمنظمة الطرق المتحدة الأمريكية من 1992-1996 وعملة كزميلة مع مؤسسة التراث قبل وبعد خدمتها كوزيرة للعمل. كما كانت زميلة في معهد هدسون قبل أن تشغل منصب وزير النقل الأمريكي في 31 يناير 2017.
ولدت تشاو في تايبيه عاصمة تايوان لأبوين صينيين غادرا الصين في عام 1949، وهي أول سيدة أمريكية من أصل آسيوية وأول أمريكية من أصل صيني في تاريخ الولايات المتحدة تعين في حكومة رئاسية. تشاو متزوجة من السناتور ميتش ماكونيل من كنتاكي، وهو زعيم الأغلبية في مجلس الشيوخ منذ 3 يناير 2015. 

## التعليم
تعلمت في كلية هارفرد للأعمال، وجامعة هارفارد، وجامعة كولومبيا.

## روابط خارجية
- إيلين تشاو على موقع IMDb (الإنجليزية)
- إيلين تشاو على موقع الموسوعة البريطانية (الإنجليزية)
- إيلين تشاو على موقع مونزينجر (الألمانية)
- إيلين تشاو على موقع إن إن دي بي (الإنجليزية)
- إيلين تشاو على موقع كينوبويسك (الروسية)